# Ensenada Maiviken

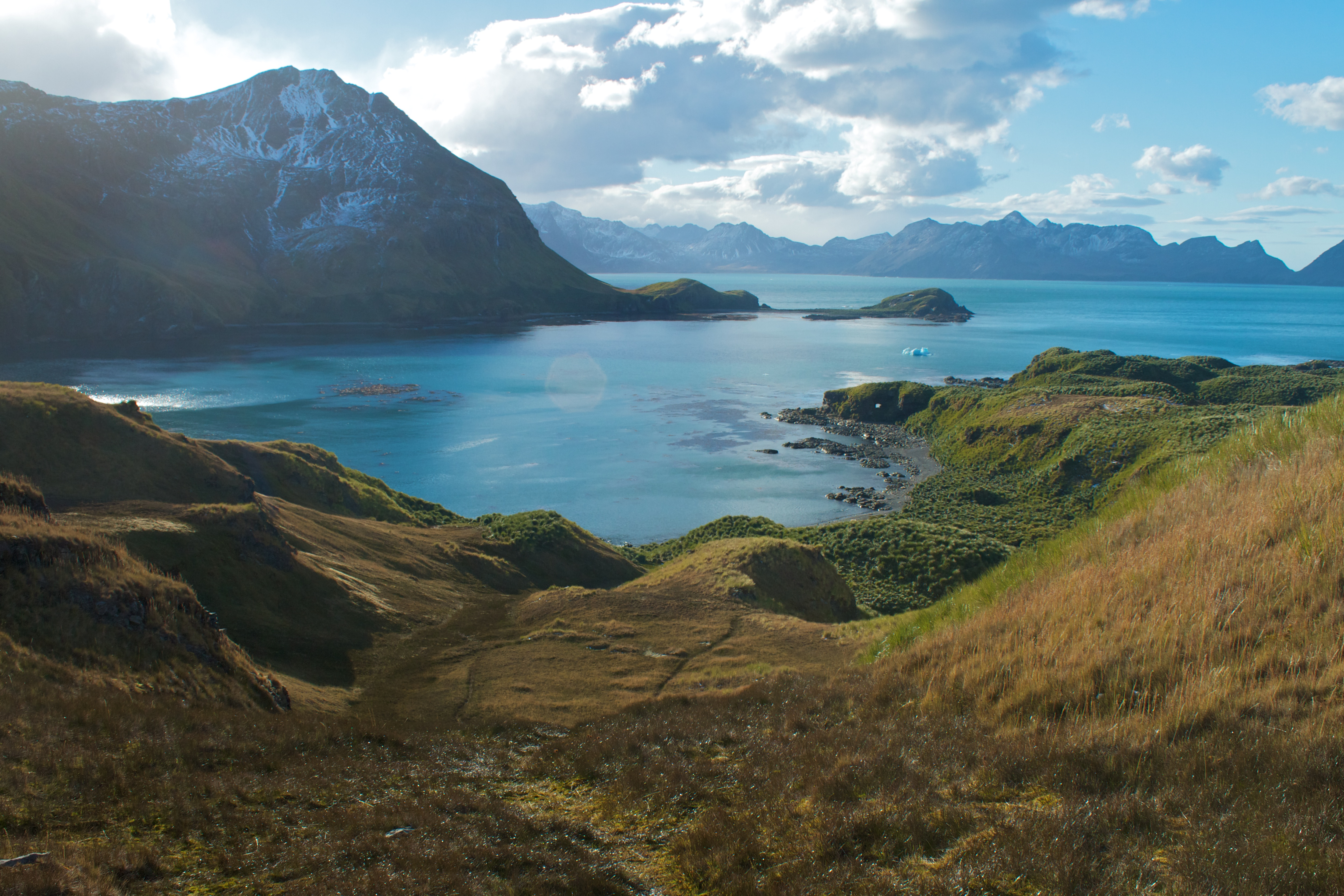
Maiviken

Maiviken o caleta Maiviken (54°14′S 36°30′O / -54.233, -36.500) es una ensenada en el extremo norte de la península Thatcher entre la bahía Cumberland Oeste y la bahía Cumberland Este, isla San Pedro. Fue trazada por la Expedición Antártica Sueca, 1901-1904, en virtud de Otto Nordenskjöld, y la llamó "Majviken" (ensenada Mayo) después del día de mayo de 1902, el día en que se descubrió la cala. Con los años, la ortografía noruega Maiviken se ha establecido para la cala.